# Makassaren

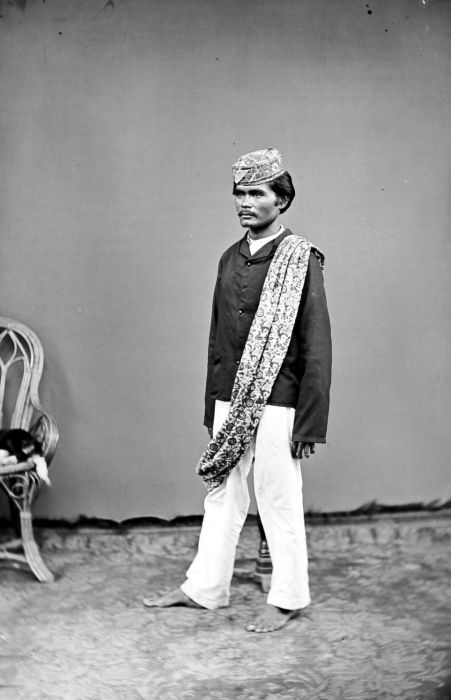
Makassare (1913)

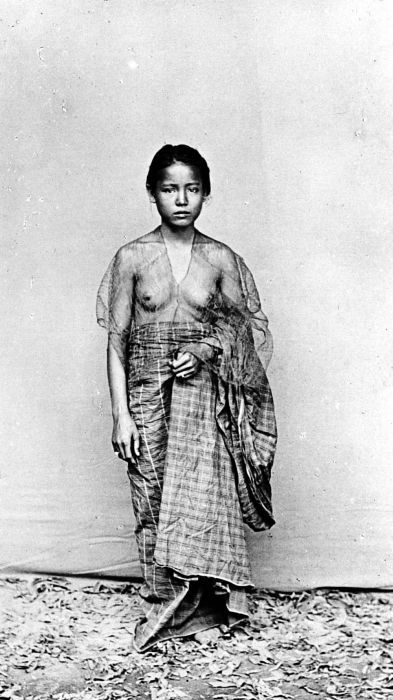
Junge Frau der Makassar in traditioneller Kleidung (baju bodo) in der Kolonialzeit, 1930er Jahre

Die Makassaren oder Makassar sind eine Volksgruppe im Süden der indonesischen Provinz Süd-Sulawesi mit rund 2 Millionen Mitgliedern. Sie gaben ihren Namen auch der Hauptstadt der Provinz Makassar. Sie sprechen die Makassar-Sprache, eine Sprache der austronesischen Sprachfamilie.
Ab dem 13. Jahrhundert gründeten sie in der Region mehrere kleine Königreiche. Ende des 17. Jahrhunderts fielen sie nach und nach unter niederländische Kontrolle. Ihre nördlichen Nachbarn sind die Bugis.
Zur Kultur der Makassaren gehören die aus einer höfischen Tradition stammenden pakarena-Tänze, bei denen zwei bis acht Frauen in bedächtigen Bewegungen zu den lebhaften Rhythmen eines ganrang-Ensembles agieren, das aus der Kegeloboe puik-puik, mehreren Fasstrommeln ganrang und einem hängenden Gong besteht.